# Lijst van voetbalinterlands IJsland - Tsjechië
Deze lijst van voetbalinterlands is een overzicht van alle officiële voetbalwedstrijden tussen de nationale teams van IJsland en Tsjechië. De landen speelden tot op heden zes keer tegen elkaar, te beginnen met een vriendschappelijke wedstrijd op 4 september 1996 in Jablonec (Slowakije). Het laatste duel, eveneens een vriendschappelijke wedstrijd, vond plaats in Doha (Qatar) op 8 november 2017.

## Wedstrijden
| № | Plaats    | Datum            | Competitie           | Wedstrijd          | Uitslag |
| - | --------- | ---------------- | -------------------- | ------------------ | ------- |
| 1 | Jablonec  | 4 september 1996 | Vriendschappelijk    | Tsjechië − IJsland | 2 − 1   |
| 2 | Teplice   | 7 oktober 2000   | WK 2002 kwalificatie | Tsjechië − IJsland | 4 − 0   |
| 3 | Reykjavik | 1 september 2001 | WK 2002 kwalificatie | IJsland − Tsjechië | 3 − 1   |
| 4 | Pilsen    | 16 november 2014 | EK 2016 kwalificatie | Tsjechië − IJsland | 2 − 1   |
| 5 | Reykjavik | 12 juni 2015     | EK 2016 kwalificatie | IJsland − Tsjechië | 2 − 1   |
| 6 | Doha      | 8 november 2017  | Vriendschappelijk    | Tsjechië – IJsland | 2 − 1   |

## Samenvatting
| Competitie        | Totaal gespeeld | Winst IJsland | Gelijk | Winst Tsjechië | Doelsaldo IJsland – Tsjechië |
| ----------------- | --------------- | ------------- | ------ | -------------- | ---------------------------- |
| WK-kwalificatie   | 2               | 1             | 0      | 1              | 3 − 5                        |
| EK-kwalificatie   | 2               | 1             | 0      | 1              | 3 − 3                        |
| Vriendschappelijk | 2               | 0             | 0      | 2              | 2 − 4                        |
| Totaal            | 6               | 2             | 0      | 4              | 8 − 12                       |

## Details

### Vierde ontmoeting
| EK 2016 kwalificatie (scheidsrechter Wolfgang Stark, Pilsen, 16 november 2014):                                                                                        |              | |
| Tsjechië | 2 – 1        | IJsland |
| Pavel Kadeřábek 45+1' Jón Böðvarsson 61' (e.d.) | goals        | 9' Ragnar Sigurðsson |
| Pavel Vrba | bondscoach   | Lars Lagerbäck Heimir Hallgrímsson |
| Petr Čech Tomáš Sivok Daniel Pudil Michal Kadlec Jaroslav Plašil Tomáš Rosický 90+1' Bořek Dočkal Ladislav Krejčí 65' Vladimír Darida Pavel Kadeřábek David Lafata 82' | opstellingen | Hannes Halldórsson Ragnar Sigurðsson Ari Skúlason 77' Birkir Bjarnason Kári Árnason 62' Emil Hallfreðsson Aron Gunnarsson 62' Teddy Bjarnason Gylfi Sigurðsson Kolbeinn Sigþórsson Jón Böðvarsson |
| Václav Pilař 65' Tomáš Necid 82' Václav Procházka 90+1' | wissels      | 62' Rúrik Gíslason 62' Birkir Sævarsson 77' Jóhann Guðmundsson |
| Bořek Dočkal 86' | gele kaarten | 12' Ragnar Sigurðsson 53' Teddy Bjarnason 68' Rúrik Gíslason 71' Kolbeinn Sigþórsson |

### Vijfde ontmoeting
| EK 2016 kwalificatie (scheidsrechter William Collum, Reykjavik, 12 juni 2015): |              | |
| IJsland | 2 – 1        | Tsjechië |
| Aron Gunnarsson 60' Kolbeinn Sigþórsson 76' | goals        | 55' Bořek Dočkal |
| Lars Lagerbäck Heimir Hallgrímsson | bondscoach   | Pavel Vrba |
| Hannes Þór Halldórsson Ragnar Sigurðsson Birkir Már Sævarsson Ari Freyr Skúlason Birkir Bjarnason Kári Árnason Emil Hallfreðsson 63' Aron Gunnarsson Jóhann Berg Guðmundsson Gylfi Sigurðsson Kolbeinn Sigþórsson 90+3' | opstellingen | Petr Čech Tomáš Sivok Václav Procházka David Limberský Pavel Kadeřábek Jaroslav Plašil Tomáš Rosický 80' Lukáš Vácha 68' Václav Pilař Tomáš Necid 84' Bořek Dočkal |
| Jón Daði Böðvarsson 63' Rúrik Gíslason 90+3' | wissels      | 68' Ladislav Krejčí 80' Milan Škoda 84' Vladimír Darida |
| | gele kaarten | 28' Tomáš Rosický 72' Ladislav Krejčí |
| - Debuut van Milan Škoda (Slavia Praag) en honderdste interland van Tomáš Rosický (Arsenal FC) voor Tsjechië. |              | |